# Red Hot + Blue
Red Hot + Blue — первый музыкальный сборник благотворительной организации Red Hot Organization из серии Red Hot Benefit. В нём представлены интерпретации песен композитора Коула Портера в исполнение современных поп и рок-исполнителей. Название альбома является отсылкой к мюзиклу Портера «Red, Hot and Blue».
Продажи выпущенного в 1990 году сборника составили более миллиона копий. Вскоре после релиза он стал считаться одним из первых крупных музыкальных проектов направленных на борьбу со СПИДом. Позднее в сопроводительной телевизионной передаче телеканала ABC были представлены видеоклипы на песни с этой компиляции, с остросоциальным контекстом отражающим последствия болезни.
Песня «I’ve Got You Under My Skin» в исполнении Нене Черри была выпущена в качестве ведущего сингла пластинки в Великобритании и Европе — достигнув 25-го места в хит-параде UK Singles Chart.
Несмотря на то, что в Соединённых Штатах не выпускались синглы в поддержку этого сборника, песня «Who Wants to Be a Millionaire?» исполненная группой Thompson Twins в стиле техно попала в регулярную ротацию радиостанции Live 105 («KITS) из Сан-Франциско. Хотя она была одной из двух песен для который не был снят видеоклип. Кавер-версия композиции «Night and Day», записанная U2, заняла 2-е место в чарте Modern Rock Tracks и предвосхитила электронное звучание, которое стало характерным для следующей пластинки группы — Achtung Baby, выпущенной год спустя.
В 2006 году Red Hot + Blue был переиздан в виде набора из двух дисков, включавшего оригинальный CD, с ремастеринговой версией материала, а также DVD со всеми музыкальными видео сборника.

## Реакция критики
Уильям Рульман в ретроспективной рецензии для AllMusic сделал вывод, что «как и большинство сборников с множеством разных исполнителей и как большинство трибьют-альбомов, этот — очень неравномерный; но как и большинство благотворительных альбомов, он служит хорошему делу». Так, Рульман высоко оценил работу Нене Черри, назвав её, а также версию «I Get a Kick Out of You» в исполнении Jungle Brothers, «наиболее радикальными переосмыслениями», сделав вывод, что Черри показала «насколько можно быть далёкой от традиционных подходов к музыке Портера». В то же время другие артисты, такие как Шинейд О’Коннор и Лиза Стэнсфилд, напротив «выбрали противоположный путь, воссоздав стили прошлых десятилетий». «After You, Who?» в исполнении Джоди Уотли звучит по мнению Рульмана «как нечто, что мог бы сделать певец ночного клуба 1950-х». Танцевальные интерпретации произведений Портера «в значительной степени зависят от аранжировки». Например, Джимми Самервилл, исполняя «From This Moment On», в какой то момент забывает, что поёт песню Портера и погружается в атмосферу «I Feel Love» Донны Саммер. Дуэт Деборы Харри и Игги Попа воспринял «Well, Did You Evah!» как повод повеселиться. Пол Эллиотт из Sounds похвалил их вариант, переделанный в гик-рокерский трек. «Они выглядят шикарной парой и звучат тоже просто великолепно, — писал Эллиотт, комментируя видеоклип к песне, — Дебора — идеальная королева драмы, но громче всех дурачится Иг». Расположенное на оборотной стороне сингла Попа и Харри прочтение «Who Wants to Be a Millionaire?» Thompson Twins, критик нашёл «просто дурацким».

## Список композиций
1. «I’ve Got You Under My Skin» в исполнении Нене Черри (режиссёр видеоклипа — Жана-Батиста Мондино)
2. «In the Still of the Night»[англ.] в исполнении The Neville Brothers (режиссёр видеоклипа — Джонатана Демми)
3. «You Do Something to Me» в исполнении Шинейд О’Коннор (режиссёр видеоклипа — Джон Мэйбери[англ.])
4. «Begin the Beguine» в исполнении Салифа Кейта (режиссёр видеоклипа — Зак Ове[англ.])
5. «Love for Sale» в исполнении Fine Young Cannibals
6. «Well, Did You Evah!»[англ.] в исполнении Деборы Харри + Игги Попа (режиссёр видеоклипа — Алекс Кокс)
7. «Miss Otis Regrets»[англ.] / «Just One of Those Things» в исполнении The Pogues + Кирсти Макколл[англ.] (режиссёр видеоклипа — Нил Джордан)
8. «Don’t Fence Me In»[англ.] в исполнении Дэвида Бирна (режиссёр видеоклипа — Дэвид Бирн)
9. «It’s All Right with Me»[англ.] в исполнении Тома Уэйтса (режиссёр видеоклипа — Джим Джармуш)
10. «Ev’ry Time We Say Goodbye»[англ.] в исполнении Энни Леннокс (режиссёр видеоклипа — Эд Лэкмен)
11. «Night and Day» в исполнении U2 (режиссёр видеоклипа — Вим Вендерс)
12. «I Love Paris» в исполнении Les Négresses Vertes[англ.] (режиссёр видеоклипа — Роджер Помфри)
13. «So in Love»[англ.] в исполнении k.d. lang (режиссёр видеоклипа — Перси Адлон)
14. «Who Wants to Be a Millionaire?»[англ.] в исполнении Thompson Twins
15. «Too Darn Hot»[англ.] в исполнении Erasure (режиссёры видеоклипа — Аделл Лутс[англ.] и Сэнди Маклеод)
16. «I Get a Kick Out of You» в исполнении Jungle Brothers (режиссёр видеоклипа — Марк Пеллингтон)
17. «Down in the Depths»[англ.] в исполнении Лиза Стэнсфилд (режиссёр видеоклипа — Филипп Готье)
18. «From This Moment On»[англ.] в исполнении Джимми Самервиля (режиссёр видеоклипа — Стив Маклин)
19. «After You, Who?»[англ.] в исполнении Джоди Уотли (режиссёр видеоклипа — Мэттью Ролстон)
20. «Do I Love You?»[англ.] в исполнении Aztec Camera (режиссёр видеоклипа — Джон Скарлетт-Дэвис)